# American University in Cairo

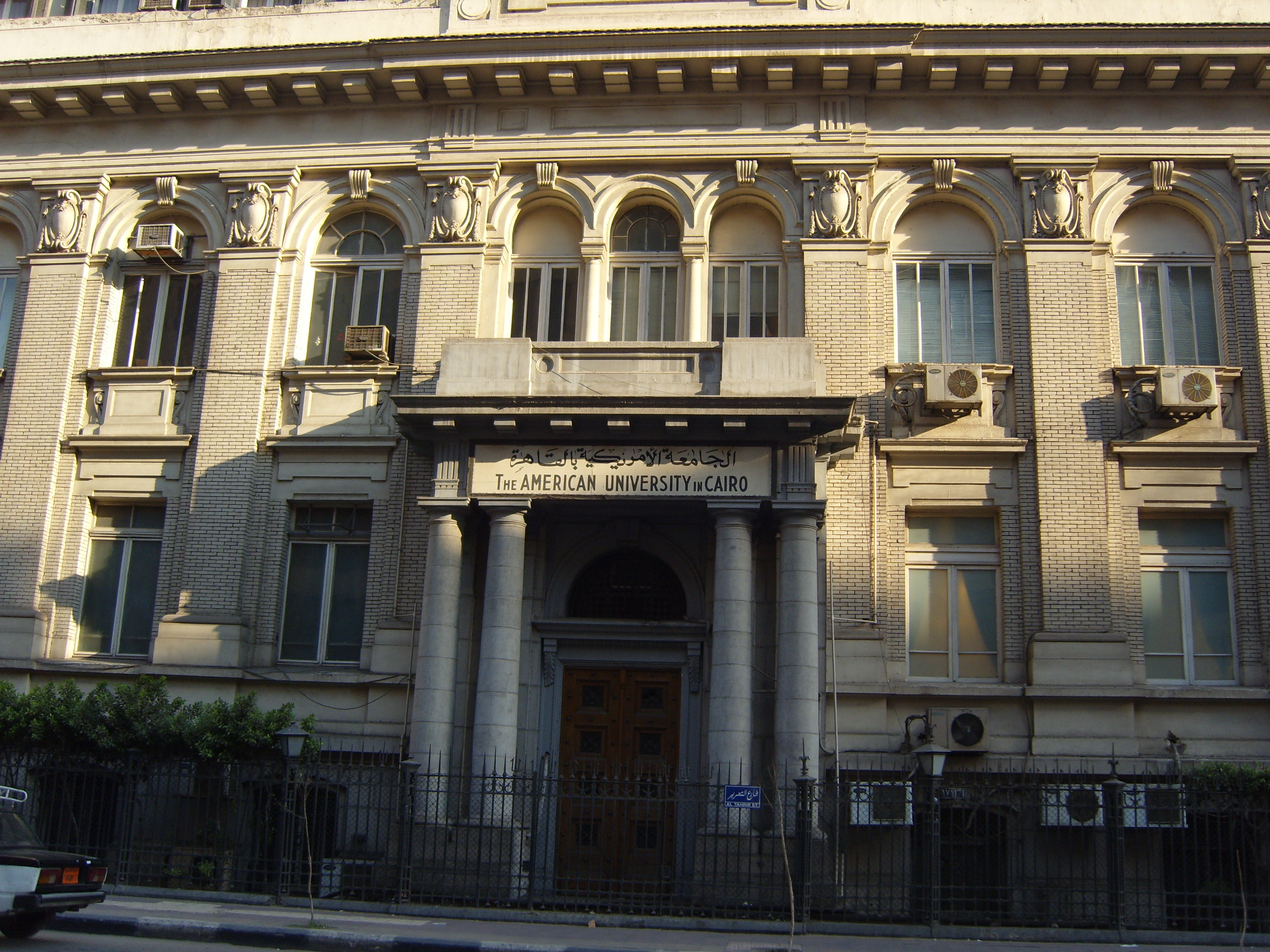
Die American University in Kairo

Die American University in Cairo (AUC) ist eine unabhängige, nicht gewinnorientierte, unpolitische höhere Bildungsanstalt in Kairo. Ziel der Universität ist, zum geistigen Wachstum, der Disziplin und dem Charakter zukünftiger Führungspersönlichkeiten in Ägypten und der Region beizutragen. Die Universität bietet nach US-amerikanischem Vorbild Lehre in den artes liberales auf allen Niveaus sowie ein umfangreiches Weiterbildungsprogramm.

## Hintergrund
Akkreditiert ist die AUC bei der Commission on Higher Education of the Middle States Association of Colleges and Schools in the United States (MSCHE/Middle States). Die Ingenieur-Studiengänge der AUC sind bei der Accreditation Board for Engineering and Technology (ABET) akkreditiert und die wirtschaftswissenschaftlichen Studiengänge bei der Association to Advance College Schools of Business (AACSB). In Ägypten operiert die AUC im Rahmen des 1975 mit der ägyptischen Regierung vereinbarten Protokolls; dieses wiederum basiert auf der Vereinbarung über kulturelle Beziehungen, die 1962 zwischen den USA und der ägyptischen Regierung geschlossen wurde. In den Vereinigten Staaten darf die AUC Abschlüsse vergeben.
Im QS Global 200 Business Schools Report wurde die Business School der AUC mit dem ersten Platz in der Region Afrika und Mittlerer Osten ausgezeichnet.

## Bekannte Absolventen
- Maumoon Abdul Gayoom (* 1937), ehemaliger Präsident der Malediven
- Suzanne Mubarak (* 1941), Gattin des ehemaligen ägyptischen Staatspräsidenten Husni Mubarak
- Gamal Mubarak (* 1941), jüngerer Sohn des ehemaligen Präsidenten
- Yuriko Koike (* 1952), ehemalige japanische Verteidigungsministerin
- Juan Cole (* 1952), Historiker
- Thomas Friedman (* 1953), Journalist
- Amina Khalil (* 1988), ägyptische Film- und Fernsehschauspielerin
- Nicholas Kristoff (* 1959), Journalist
- Alaa Mubarak (* 1960), älterer Sohn des ehemaligen Präsidenten
- Tarek Amer, stv. Leiter der Ägyptischen Zentral-Bank
- Hisham Abbas (* 1963), Sänger
- Asiem El Difraoui (* 1965), Politologe und Experte der arabischen Welt
- Gihan Ibrahim (* 1987), ägyptische Journalistin und Aktivistin
- Rania von Jordanien (* 1970), Königin
- Wael Amin, Mitgründer und CEO von ITWorx
- Mona El-Shazly (* 1973), ägyptischer Moderator
- Haifaa Al Mansour (* 1974), Filmemacherin
- Reem Alsalem (* 1976), jordanische Juristin und Menschenrechtsexpertin
- Omar Samra (* 1978), erster Ägypter auf dem Mount Everest
- Mozn Hassan (* 1979), ägyptische Frauenrechtlerin, Trägerin des Alternativen Nobelpreises 2016
- Melanie Craft, Gattin von Larry Ellison
- Dan Stoenescu (* 1980), rumänischer Diplomat
- Fadi Wassef Naguib (* 1981), erster internationaler DJ Ägyptens
- Khaled Bichara (1991–2020), CEO der Orascom Telecom und Gründer von LinkDOTNet

## Bekannte Professoren
- Lawrence Wright (* 1947), Schriftsteller, Journalist und Drehbuchautor; Pulitzer-Preisträger
- Nabil Fahmy (* 1951), ehemaliger Botschafter Ägyptens in den Vereinigten Staaten
- Salima Ikram (* 1965), Ägyptologin
- Kent Weeks (* 1941), Ägyptologe
- Galal Amin, Wirtschaftswissenschaftler
- Suleiman Abdallah Schleifer (1935–2025), Journalist
- Sir K. A. C. Creswell (1879–1974), Bauforscher für islamische Architektur

## Wichtige Gastredner
- Am 20. Juni 2005 sprach Condoleezza Rice an der American University in Cairo.[7]